# Мар-а-лаго резорт
Мар-а-лаго ризорт (енгл. Mar-a-Lago) је одмаралиште и национално историјско обележје на баријерном острву у Палм Бичу, Флорида,САД. Простире се на 126 соба и 62.500 sq ft (5.810 m2). Изграђена је на 17 ари (7 хектара) земље.  Од 1985. године је у власништву Доналда Трампа, председника Сједињених Држава. Имање је његово примарно пребивалиште од 2019.
Мар-а-Лаго је изграђен за пословну жену и друштвену особу Марјори Меривеатер Пост између 1924. и 1927. године, током процвата земљишта на Флориди. У време њене смрти 1973. године, Пост је завештала имовину Служби националних паркова, надајући се да би могла да се користи за државне посете или као зимска Бела кућа. Међутим, пошто су трошкови одржавања имовине премашили средства која је обезбедила Пост, и због тога што је било тешко обезбедити објекат, имовина је враћена Пост фондацији актом Конгреса 96-586 23. децембра 1980.
Године 1985. Доналд Трамп, првенствено бизнисмен и инвеститор у некретнине у то време, купио је Мар-а-Лаго и користио га као резиденцију. Године 1994. претворио га је у клуб Мар-а-лаго, клуб само за чланове са собама за госте, спа центром и другим садржајима у хотелском стилу. Породица Трамп има приватне одаје у затвореном подручју на терену. Током свог првог председништва, Трамп је често посећивао Мар-а-Лаго и тамо одржавао састанке са међународним лидерима, укључујући јапанског премијера Шинза Абеа и кинеског председника Си Ђинпинга. Трамп је 2019. одредио имање као своју примарну резиденцију.